# Danton (film)
Danton (IPA: /dɑ̃tɔ̃/) är en fransk-polsk-västtysk biografisk dramafilm från 1983 i regi av Andrzej Wajda. Filmen skildrar den franske revolutionspolitikern Georges Jacques Dantons (1759–1794) sista tid i livet. Manuset, skrivet av Jean-Claude Carrière, är baserat på pjäsen Affären Danton från 1929 av Stanisława Przybyszewska. Titelrollen spelas av Gérard Depardieu. Filmen hade svensk premiär den 27 april 1984.

## Rollista i urval
- Gérard Depardieu – Georges Danton
- Wojciech Pszoniak – Maximilien Robespierre
- Anne Alvaro – Éléonore Duplay
- Patrice Chéreau – Camille Desmoulins
- Bogusław Linda – Louis de Saint-Just
- Angela Winkler – Lucile Desmoulins
- Andrzej Seweryn – François Louis Bourdon
- Serge Merlin – Pierre Philippeaux
- Roland Blanche – Jean-François de Lacroix
- Jacques Villeret – François-Joseph Westermann